# Aleksandr Sjevtjenko
Aleksandr Aleksandrovitj Sjevtjenko (russisk: Алекса́ндр Алекса́ндрович Шевче́нко; født 29. november 2000 i Rostov ved Don, Rusland) er en mandlig professionel tennisspiller fra Rusland.